# WinAce
WinAce是一款用于压缩和解压缩ACE格式的檔案压缩软件，功能及支持格式齐全，除了支持基本的压缩与解压缩之外、还有分片压缩、加密功能、支持鼠标右键菜单功能及建立自解壓縮檔等，支持的格式包括程序本身的ACE（该软件支持的私有格式）及ZIP、RAR、LZH、ARJ、TAR、CAB、LHA、GZIP等。